# 喬拉斯區
9°54′41″S 76°36′22″W / 9.9115°S 76.6062°W
喬拉斯區（西班牙語：Distrito de Choras），是秘魯的一個區，位於該國中部瓦努科大區的亞羅維爾卡省，始建於2001年2月2日，面積61.1平方公里，海拔高度3,532米，2005年人口4,207，人口密度每平方公里69人。